# Окунов закон
Окунов закон, у економији, представља емпиријски поткрепљену претпоставку да постоји повезаност између стопе незапослености и нивоа производње једне земље. Настаје 1962. године у Сједињеним Америчким Државама од стране Артур Мелвин Окуна по коме и овај модел добија име. Постоје две различите варијанте модела. Једна варијанта, ''верзија о гепу'' тврди да за свако повећање стопе незапослености од 1%, бруто домаћи призвод земље постаје за око 2% нижи од потенцијалног бруто домаћег производа. Друга ''верзија разлике'' описује однос кварталних промена у незапослености и кварталних промена реалног бруто домаћег производа.
Окунов закон се базира на проценама емпиријских доказа, није резултат извођења из теорије. Базира се на проценама из разлога што на аутпут, поред запослености, утичу фактори као што је продуктивност.

## Критике и процене модела
Мартин Прачовни је тестирао Окунове претпоставке о односу стопе незапослености и производње. Дошао је до закључка да долази до смањења аутпута од 3% при сваком поввећању незапослености од 1%. При томе, сматра да је промена аутпута условљена не само незпосленошћу већ и другим факторима као што су сати рада и искоришћеност производних капацитета. Под претпоставком да су ови други фактори константни, веза између бруто домаћег производа и незапослености се смањује са 1% на 0.7% при свакој промени од у стопи незапослености од 1%. Јачина овог смањења се током година смањује у Сједињеним Америчким Државама. Према Андреју Абелу и Бену Бернанку и према проценама базираних на скорашњим истраживањима показују опадање аутпута од 2% при повећању незапослености од 1%. Постоје различити фактори који чине да се бруто домаћи производ мења, и то брже него што се мења незапосленост:
повећањем незапослености
- долази до смањења ефекта мултипликатора
- незапослени се одлучују да напусте радну снагу, односно излазе са тржишта рада
- радници ће бити вољни да понуде мање радних сати
- продуктивност рада се смањује као последица запошљавања више радника него што је послодавцима потребно

Корисност и валидност овог модела је оспорена.

## Математички изражен модел
{\displaystyle (y-y')/y'=-\beta (u-u')}
где:
- у - бруто домаћи производ
- у' - потенцијални бруто домаћи производ
- β - Окунов коефицијент - променe у незапослености у односу на промене у аутпуту
- u - стопа незапослености у текућој години
- u' - стопа незапослености у претходној години
- y-y' - output gap[6]